# Cybaeus kunashirensis
Cybaeus kunashirensis är en spindelart som beskrevs av Yuri M. Marusik och Dmitri Viktorovich Logunov 1991. Cybaeus kunashirensis ingår i släktet Cybaeus och familjen vattenspindlar. Inga underarter finns listade i Catalogue of Life.